# ملحمة الثورة
ملحمة الثورة أو قصة ثورة كما تسمى أحيانا هي أوبريت سوداني موسيقي غنائي مسرحي من تأليف الشاعر السوداني هاشم صديق وتلحين وأداء الفنان محمد الأمين ومجموعة من الفنانين الغنائيين السودانيين و كورال كبير من طلبة المدارس. نال الأوبريت نجاحا منقطع النظير منذ تقديمه على خشبة المسرح القومي في أم درمان عام 1968 بمناسبة الذكرى الرابعة لثورة 21 أكتوبر / تشرين الأول بالسودان.

## الفكرة
نبعت فكرة الأوبريت مصادفة عندما اقترح الأديب السوداني مكي سنادة على الشاعر هاشم صديق الذي كانت تربطه به علاقة صداقة بكتابة قصيدة حماسية تصلح لنشرها كنشيد في احتفالات البلاد بالذكرى الرابعة لثورة 21 أكتوبر الشعبية التي أطاحت بحكم الرئيس إبراهيم عبود في عام 1964. وكلف سنادة صديقه هاشم بكتابة

نص النشيد المنشود والذي سرعان ما توسع فيه ليكون بمثابة قصيدة طويلة اتفق الاثنان على تحويلها إلى عمل مسرحي غنائي في أول تجربة من نوعها في السودان. وأنيط هذا العمل من حيث تلحينه وأدائه إلى الفنان السوداني محمد الأمين وذلك بحكم خبرته وما حققه من نجاح في تقديم اناشيد عن ثورة أكتوبر 1964.

## النص
جاء النص على أسلوب السهل الممتنع 
وأُستُخدمت فيه لهجة الحضر السودانية تتخللها مفردات من اللغة العربية الفصحى. وتنوعت القوافي والمقاطع الشعرية فيه والتي بلغت حوالي 90 بيتاٌ.
ويحكي النص بتسلسل قصة الثورة انطلاقا من خلفية الحدث وتسبيب حدوثه:
لما الليل الظالم طول
فجر النور من عينا اتحول
قلنا نعيد قلنا نعيد الماضي الأول
ماضي جدودنا الهزموا الباغي
وهدوا قلاع الظلم الطاغي
ويستمر النص في سرد وقائع الثورة من حشود الجماهير في جامعة الخرطوم والشهداء الذين تساقطوا ومن بينهم أحمد القرشي طه وعبد الحفيظ نصار:
وكان في الخطوة بنلقى شهيد
بدمه يرسم فجر العيد
(...)
وكان القرشي شهيدنا الأول وما تراجعنا
نذرنا الروح مسكنا دربنا
(...)
يا ساحة القصر يا حقل النار
يا واحة تحضن روح نصار
روينا ورودك دم ثوار
وشلنا الشهدا مشينا ونهتف
وجرح النار في قلوبنا ينزف
الرصاص لن يثنينا الرصاص لن يثنينا
وكان المقطع الرئيسي هو النص القائل:
وهزمنا الليل هزمنا الليل والنور في الآخر طل الدار
وهزمنا الليل هزمنا الليل والعزة اخضرت للأحرار
وانتهى النص بالتعهد على مقاومة الظلم:
لما يطل في فجرنا ظالم نحمي شعار الثورة نقاوم
ونصبح صفوف تمتد وتهتف لما يعود الفجر الحالم

## اللحن والموسيقى
قام بوضع اللحن الفنان محمد الأمين وأراد له أن يكون لحناً حماسياً وذلك من خلال طبقات صوت القرار و الإيقاعات القوية بمشاركة 40 عازفا يتبعون إلى الإذاعة السودانية وتلفزيون السودان و فرقة سلاح الموسيقى التابع للقوات المسلحة السودانية وبذلك تم الجمع بين الآلات الوترية و الآلات النحاسية.وتم العمل في سباق مع الزمن وذلك لقرب موعد الاحتفال الذي ستقدم فيه الملحمة. فتتابعت التمارين لأصوات المجموعة بشكل مكثف ووصف هاشم صديق هذا العمل بأنه كان بمثابة «ورشة موسيقية».

## الكورال
شارك في الملحمة مجموعة من الفتيات والفتيان بلغ عددها 30 فتاة تم اختارهن من مدرسة المليك الوسطى للبنات بحي ودنوباوي في أم درمان و 40 فتى اختيروا من ضمن طلاب مدرستي المؤتمر الثانوية بأم درمان والخرطوم الأهلية الثانوية.

## التوزيع الموسيقي
قام بالتوزيع كل من محمد الأمين والموسيقار موسى محمد إبراهيم وهو الذي صاغ النوتة الموسيقية.

## المغنون
كانت مجموعة المغنين تتكون من الأتي:
- محمد الأمين
- عثمان مصطفى
- خليل إسماعيل
- أم بلينا السنوسي
- بهاء الدين عبد الرحمن أبو شلة
- فيصل عبد الرحمن

## العرض المسرحي الأول
تم عرض الأبريت والذي استغرق ساعة كاملة على خشبة المسرح القومي في أم درمان أثتاء احتفالات السودان بالعيد الرابع لثورة أكتوبر / تشرين الأول 1964 وبحضور الرئيس إسماعيل الأزهري رئيس مجلس السيادة آنذاك و محمد أحمد محجوب رئيس الوزراء وعبد الماجد أبو حسبو وزير الإعلام وعدد من كبار المسؤولين بالدولة والجمهور. ولاقى الأوبريت منذ عرضه الأول نجاحاً كبيراً واصبح ينظر إليه باعتباره تجربة ناجحة في العمل الغنائي الاستعراضي بالسودان. كما قامت فرقة كواتو المسرحية السودانية غي وقت لاحق بإعداد عرض مسرحي للملحمة بالمسرح القومي في أم درمان.

## الإستماع للملحة
للاستماع إلى الملحمة على يوتيوب:
- ملحمة الثورة- الموسيقى مع النص على يوتيوب
- مشهد من عرض  فرقة كواتو للملحمة على المسرح وحالة من الإنفعال والتأثر لدى أم بلينة السنوسي وخليل إسماعيل ومحمد الأمين وهم في مدرجات المشاهدين على يوتيوب